# Domobranske dobrovoljačke postrojbe
Domobranske dobrovoljačke postrojbe (DOMDO postrojbe) bile su posebne, poluautonomne, gotovo parapostrojbe u sastavu kopnene vojske Domobranstva NDH.
Osnovane su u pojedinačnim zajednicama u BiH od lipnja 1941. kao lokalna posada i obrambene snage protiv četničkih i partizanskih napada. Također su i osiguravali prometnice u okolici svojih mjesta. Sve postrojbe su bile sastavljene od dobrovoljaca iz okolice, a vodili su ih časnici i dočasnici Oružništva. Kasnije, 1942. i 1943., mnoge postrojbe su prerasle u veće satnije ili bojne, pa su ih preuzeli pričuvni časnici vojske i potčinili lokalnim divizijskim zapovjedništvima Domobranstva. Postojale su konstantne napetosti između Nijemaca i Hrvata oko zapovjedništva nad ovim postrojbama. Njemačke vojne vlasti u Zagrebu smatrale su ih bezvrijednima jer su bile sastavljene od starijih ljudi bez obuke, nisu imali dovoljno opskrbe ni naoružanja, pa ni odora, a imali su i loš zapovjedni kadar. Od 1943. Nijemci su zahtijevali raspuštanje postrojbi i uključivanje pripadnika sposobnih za službu u redovne postrojbe, no ovi zahtjevi su tvrdoglavo odbijani zbog političkih razloga. U rujnu 1943. razne DOMDO i paravojne postrojbe imale su 7.500 pripadnika te su uglavnom bile organizirane u bojne u Hercegovini i Istočnoj Bosni. Početkom 1944. velika većina postrojbi bila je uklopljena u posadne brigade (ustrojene u travnju), a rjeđe su ih preuzele Ustaše. Jedna od najpoznatijih DOMDO postrojbi bila je Hadžiefendićeva legija iz Tuzle, koju je vodio pukovnik Muhamed Hadžiefendić. Postojale su i Huskina legija te druge postrojbe.